# Norra Båsane
Norra Båsane este o arie protejată (arie specială de conservare — SAC, sit de importanță comunitară — SCI) din Suedia întinsă pe o suprafață de 16,3 ha, integral pe uscat.

## Localizare
Centrul sitului Norra Båsane este situat la coordonatele 58°46′12″N 12°17′54″E / 58.77°N 12.2984°E.

## Înființare
Situl Norra Båsane a fost declarat sit de importanță comunitară în ianuarie 1998 pentru a proteja un număr necunoscut de specii din flora spontană și fauna sălbatică aflate în arealul zonei. Situl a fost protejat și ca arie specială de conservare în martie 2011.

## Biodiversitate
Situată în ecoregiunea boreală, aria protejată conține 4 habitate naturale: Taiga vestică, Mlaștini împădurite, Mlaștini turboase de tranziție și turbării mișcătoare, Mlaștini calcaroase cu Cladium mariscus și specii de Caricion davallianae.
La baza desemnării sitului se află un număr nedeclarat de specii protejate.